# Equilium

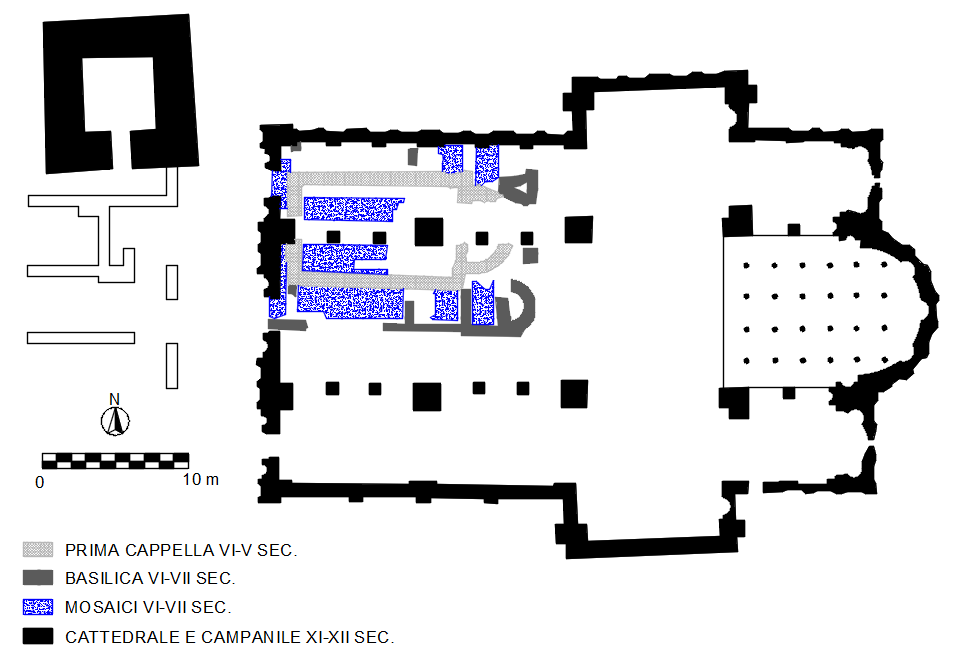
Grundriss der Kathedrale(n) von Equilium

 Equilium (ital. Equilio) war die antike und mittelalterliche Vorgängersiedlung von Jesolo (Italien).

## Geschichte
Im heutigen Jesolo bestand vom 9. Jahrhundert bis zu seiner Aufhebung 1466 das Bistum Equilium (Dioecesis Equilium), auf das das heutige Titularbistum Equilium zurückgeht.